# آن س. كونواي
آن س. كونواي (بالإنجليزية: Anne C. Conway)‏ هي قاضية ومحامية أمريكية، ولدت في 30 يوليو 1950 في كليفلاند في الولايات المتحدة.